# Солнье, Джереми
Джереми Солнье (Сонье; англ. Jeremy Saulnier /soʊˈnjeɪ/; род. в 1976) — американский кинорежиссёр, оператор и сценарист.
В 2007 году он стал режиссёром и сценаристом фильма «Убийственная вечеринка», где одну из ролей исполнил его друг детства, Мэйкон Блэр.
В 2013 году он выпустил фильм «Катастрофа», который получил похвалу от критиков. Он удерживает рейтинг 96 % на Rotten Tomatoes и 77/100 на Metacritic. Фильм был номинирован на приз Джона Кассаветиса на церемонии премии «Независимый дух» 2015 года.
В 2015 году Солнье снял свой третий полнометражный фильм, триллер «Зелёная комната», где главные роли исполнили Патрик Стюарт, Антон Ельчин и Имоджен Путс.
Следующим фильмом Солнье станет адаптация романа 2014 года «Придержи тьму» Уильяма Джиральди для Netflix по сценарию Мэйкона Блэра.

## Фильмография

### Полнометражные фильмы
| Год  | Название               | Указан как | Указан как | Указан как | Указан как | Примечания |
| Год  | Название               | Режиссёр   | Сценарист  | Продюсер   | Оператор   | Примечания |
| ---- | ---------------------- | ---------- | ---------- | ---------- | ---------- | ---------- |
| 2006 | Гамильтон              |            |            |            | Да         |            |
| 2007 | Убийственная вечеринка | Да         | Да         | Да         | Да         |            |
| 2010 | Патти Хилл             |            |            |            | Да         |            |
| 2011 | Ты ранил мои чувства   |            |            |            | Да         |            |
| 2012 | Человеческая природа   |            |            |            | Да         |            |
| 2012 | Найти своё счастье     |            |            |            | Да         |            |
| 2013 | Раньше я был темнее    |            |            |            | Да         |            |
| 2013 | Катастрофа             | Да         | Да         |            | Да         |            |
| 2015 | Зелёная комната        | Да         | Да         |            |            |            |
| 2018 | Придержи тьму          | Да         |            |            |            |            |
| 2024 | Ребел-Ридж             | Да         | Да         | Да         |            |            |

### Другие работы
| Год  | Название                           | Указан как | Указан как | Указан как | Указан как | Примечания                                                                                                   |
| Год  | Название                           | Режиссёр   | Сценарист  | Продюсер   | Оператор   | Примечания                                                                                                   |
| ---- | ---------------------------------- | ---------- | ---------- | ---------- | ---------- | --- |
| 2006 | Этой осенью: В поисках Джеки Пэрис |            |            |            | Да         | Документальный                                                                                               |
| 2011 | Ретт: Надежда есть                 |            |            |            | Да         | Документальный                                                                                               |
| 2012 | Искусство бокса                    |            |            |            | Да         | Документальный                                                                                               |
| 2013 | Говорит убийца                     | Да         |            |            |            | Документальный сериал. Эпизод: «Mad Maks: Maksim Gelman»                                                     |
| 2019 | Настоящий детектив                 | Да         |            |            |            | Телесериал. Режиссёр 3 сезона (2 серии: «Великая война и современная память» и «Поцелуй завтра на прощание») |